# Leonard Hussey

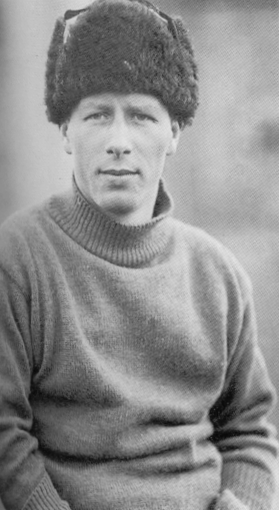
Leonard Hussey bei der Endurance-Expedition (ca. 1914)

Leonard Duncan Albert Hussey (* 6. Mai 1891 in Leytonstone, Essex; † 25. Februar 1964 in Chorleywood, Hertfordshire) war ein britischer Meteorologe, Anthropologe, Archäologe und Mediziner, der an der Endurance-Expedition (1914–1917) und der Quest-Expedition (1921–1922) des britischen Polarforschers Ernest Shackleton in die Antarktis teilnahm.

## Leben
Hussey kam als eines der neun Kinder des Druckers James Hussey (1852–unbekannt) und dessen Frau Eliza (geborene Aitken, 1854–unbekannt) zur Welt. Im Jahr 1912 graduierte er am King’s College London als Bachelor of Science (B.Sc.) in Meteorologie, Anthropologie und Psychologie. Im Folgejahr nahm er an den von Henry Wellcome finanzierten archäologischen Ausgrabungen von Jebel Moya im Sudan teil. In dieser Zeit stieß er in einer Zeitung auf einen Artikel zu Shackletons Planungen einer zweiten eigenen Antarktisexpedition mit dem Ziel, den antarktischen Kontinent von Küste zur Küste über den geographischen Südpol hinweg zu durchqueren. Shackleton nahm Husseys Bewerbung für eine Teilnahme nach einem kurzen Gespräch an.
Als Meteorologe der Expedition installierte Hussey für die Wetteraufzeichnungen eine Station am Heck der Endurance mit Thermometern, einem Barograph, einem Thermograph und einem Anemometer. Zwar blieben die Aufzeichnungen nach dem Untergang des Schiffs erhalten, jedoch waren die Positionsbestimmungen zu ungenau für eine umfassende meteorologische Auswertung. Husseys bedeutendster Beitrag blieben daher sein Humor, seine Schlagfertigkeit und sein Banjospiel, durch die er die Stimmung unter den Expeditionsteilnehmern aufrechterhielt. Dafür wurde er mit der silbernen Ausfertigung der Polar Medal geehrt. Er gehörte zu der von Frank Wild geleiteten Gruppe, die etwa viereinhalb Monate auf Elephant Island verbrachte, bevor sie am 30. August 1916 durch den Schlepper Yelcho gerettet wurde.
Nach seiner Rückkehr nach England nahm Hussey als Angehöriger der Royal Garrison Artillery im Ersten Weltkrieg an Kampfeinsätzen in Frankreich und später in Nordrussland teil. Aus dem Kriegsdienst wurde er im Rang eines Captain entlassen. Nach dem Krieg absolvierte er eine Ausbildung zum Mediziner und half bei der Erstellung von Shackletons Expeditionsbuch South. Er nahm 1921 Shackletons Einladung zur Teilnahme an der Quest-Expedition als Meteorologe und Assistenzchirurg an. Nachdem Shackleton am 5. Januar 1922 im Hafen von Grytviken auf Südgeorgien an einem Herzinfarkt gestorben war, meldete er sich als Freiwilliger für die Überführung des Leichnams nach England. In Montevideo erreichte ihn die Nachricht von Shackletons Frau Emily, man möge ihren Mann in Südgeorgien bestatten. Hussey kehrte mit dem Sarg auf dem Dampfer Woodville nach Grytviken zurück, wo Shackleton am 5. März 1922 nach einer kurzen Andacht in der örtlichen lutherischen Kirche auf dem benachbarten Friedhof beigesetzt wurde. Da das Expeditionsschiff Quest Grytviken bereits verlassen hatte, war Hussey neben einigen norwegischen Seeleuten der einzige von Shackletons Gefährten, der der Zeremonie beiwohnte.
Im Anschluss heiratete Hussey 1925 seine Frau Grace Muriel Hellstrom (1900–1980) und praktizierte bis 1940 in London als Arzt, bevor er sich im Zweiten Weltkrieg als medizinischer Offizier in den Dienst der Royal Air Force stellte. Für seine Verdienste wurde er 1946 mit dem Order of the British Empire ausgezeichnet. Nach dem Krieg war er bis 1957 als Arzt in der Grafschaft Hertfordshire sowie kurzzeitig als Schiffsarzt tätig. Im Jahr 1949 veröffentlichte er sein Buch South with Shackleton, hielt in der Folge regelmäßige Vorträge zur Endurance-Expedition und war 1958 Präsident des Antarctic Club. 1959 vermachte er sein Banjo an das National Maritime Museum. Hussey starb 1964 im Alter von 72 Jahren.